# Orchesia imitans
Orchesia imitans es una especie de coleóptero de la familia Tetratomidae.

## Distribución geográfica
Habita en Japón.